# Rhynchotus maculicollis
Rhynchotus maculicollis е вид птица от семейство Тинамуви (Tinamidae).

## Разпространение
Видът е разпространен в Аржентина и Боливия.